# UAE Tour de 2023
A 5.ª edição do UAE Tour foi uma prova de ciclismo de estrada por etapas que se celebrou entre 20 e 26 de fevereiro de 2023 nos Emirados Árabes Unidos.
A corrida fez parte do UCI WorldTour de 2023, calendário de máximo nível mundial, sendo a terceira corrida de dito circuito que foi vencida pelo belga Remco Evenepoel do Soudal Quick-Step. Completaram o pódio, como segundo e terceiro classificado respectivamente, o australiano Lucas Plapp do Ineos Grenadiers e o britânico Adam Yates do UAE Emirates.

## Equipas participantes
Tomaram parte na corrida 20 equipas: 16 de categoria UCI WorldTeam e 4 de categoria UCI ProTeam. Formaram assim um pelotão de 140 ciclistas dos que acabaram 133. As equipas participantes foram:
| Equipes WorldTeam (16)- AG2R Citroën Team - Alpecin-Deceuninck - Astana Qazaqstan Team - Bahrain Victorious - Bora-Hansgrohe - EF Education-EasyPost - Groupama-FDJ - Ineos Grenadiers - Intermarché-Circus-Wanty - Jumbo-Visma - Movistar Team - Soudal Quick-Step - Team Jayco AlUla - Team DSM - Trek-Segafredo - UAE Team Emirates Equipes ProTeam (4)- Israel-Premier Tech - Lotto Dstny - Green Project-Bardiani CSF-Faizanè - Tudor Pro Cycling Team |
| |

## Percurso
O UAE Tour dispõe de sete etapas dividido em quatro etapas planas, uma contrarrelógio por equipas, e duas etapas de montanha para um percurso total de 1028,2 quilómetros.
| Etapa | Data    | Percurso                                            | type                       | Distância (km) | Vencedor              | Líder geral     |
| ----- | ------- | --------------------------------------------------- | -------------------------- | -------------- | --------------------- | --------------- |
| 1     | 20 fev. | Al Dhafra Castle – Al Mirfa                         | etapa plana                | 151            | Tim Merlier           | Tim Merlier     |
| 2     | 21 fev. | Khalifa Port – Khalifa Port                         | contrarrelógio por equipes | 17,3           | Soudal Quick-Step     | Luke Plapp      |
| 3     | 22 fev. | Fujeira (cidade) – Jebel Jais                       | alta montanha              | 185            | Einer Rubio           | Remco Evenepoel |
| 4     | 23 fev. | Al Shindagha – Dubai                                | etapa plana                | 174            | Juan Sebastián Molano | Remco Evenepoel |
| 5     | 24 fev. | Al Marjan Island – Umm Al Quwain                    | etapa plana                | 170            | Dylan Groenewegen     | Remco Evenepoel |
| 6     | 25 fev. | Warner Bros. World Abu Dhabi – Abu Dhabi Breakwater | etapa plana                | 166            | Tim Merlier           | Remco Evenepoel |
| 7     | 26 fev. | Estádio Hazza bin Zayed – Jabal Hafit               | alta montanha              | 153            | Adam Yates            | Remco Evenepoel |

## Desenvolvimento da corrida

### 1.ª etapa
| Al Dhafra Castle - Al Mirfa | etapa plana | (151 km) |

| \| Classificação por etapas \| Classificação por etapas \| Classificação por etapas \| Classificação por etapas \| Classificação por etapas \| \| Ciclista \| Ciclista \| Equipe \| Tempo \| \| \| ------------------------ \| ------------------------ \| ------------------------ \| ------------------------ \| ------------------------ \| \| 1. \| Tim Merlier \| Soudal Quick-Step \| 3h17m35s \| \| \| 2. \| Caleb Ewan \| Lotto Dstny \| + 0s \| \| \| 3. \| Mark Cavendish \| Astana Qazaqstan Team \| + 0s \| \| \| 4. \| Olav Kooij \| Jumbo-Visma \| + 0s \| \| \| 5. \| Nikias Arndt \| Bahrain Victorious \| + 0s \| \| \| 6. \| Phil Bauhaus \| Bahrain Victorious \| + 0s \| \| \| 7. \| Luke Plapp \| Ineos Grenadiers \| + 0s \| \| \| 8. \| Remco Evenepoel \| Soudal Quick-Step \| + 0s \| \| \| 9. \| Pello Bilbao \| Bahrain Victorious \| + 0s \| \| \| 10. \| Cees Bol \| Astana Qazaqstan Team \| + 0s \| \| |                 |                       |          |
| |                 |                       |          |
| Fonte: ProCyclingStats |                 |                       |          |
| Classificação por etapas |                 |                       |          |
| Ciclista | Ciclista        | Equipe                | Tempo    |
| 1. | Tim Merlier     | Soudal Quick-Step     | 3h17m35s |
| 2. | Caleb Ewan      | Lotto Dstny           | + 0s     |
| 3. | Mark Cavendish  | Astana Qazaqstan Team | + 0s     |
| 4. | Olav Kooij      | Jumbo-Visma           | + 0s     |
| 5. | Nikias Arndt    | Bahrain Victorious    | + 0s     |
| 6. | Phil Bauhaus    | Bahrain Victorious    | + 0s     |
| 7. | Luke Plapp      | Ineos Grenadiers      | + 0s     |
| 8. | Remco Evenepoel | Soudal Quick-Step     | + 0s     |
| 9. | Pello Bilbao    | Bahrain Victorious    | + 0s     |
| 10. | Cees Bol        | Astana Qazaqstan Team | + 0s     |

| \| Classificação geral \| Classificação geral \| Classificação geral \| Classificação geral \| Classificação geral \| \| Ciclista \| Ciclista \| Equipe \| Tempo \| \| \| ------------------- \| ------------------- \| --------------------- \| ------------------- \| ------------------- \| \| 1. \| Tim Merlier \| Soudal Quick-Step \| 3h17m35s \| \| \| 2. \| Caleb Ewan \| Lotto Dstny \| + 4s \| \| \| 3. \| Luke Plapp \| Ineos Grenadiers \| + 5s \| \| \| 4. \| Mark Cavendish \| Astana Qazaqstan Team \| + 6s \| \| \| 5. \| Nikias Arndt \| Bahrain Victorious \| + 7s \| \| \| 6. \| Remco Evenepoel \| Soudal Quick-Step \| + 8s \| \| \| 7. \| Pello Bilbao \| Bahrain Victorious \| + 8s \| \| \| 8. \| Olav Kooij \| Jumbo-Visma \| + 10s \| \| \| 9. \| Phil Bauhaus \| Bahrain Victorious \| + 10s \| \| \| 10. \| Cees Bol \| Astana Qazaqstan Team \| + 10s \| \| |                 |                       |          |
| |                 |                       |          |
| Fonte: ProCyclingStats |                 |                       |          |
| Classificação geral |                 |                       |          |
| Ciclista | Ciclista        | Equipe                | Tempo    |
| 1. | Tim Merlier     | Soudal Quick-Step     | 3h17m35s |
| 2. | Caleb Ewan      | Lotto Dstny           | + 4s     |
| 3. | Luke Plapp      | Ineos Grenadiers      | + 5s     |
| 4. | Mark Cavendish  | Astana Qazaqstan Team | + 6s     |
| 5. | Nikias Arndt    | Bahrain Victorious    | + 7s     |
| 6. | Remco Evenepoel | Soudal Quick-Step     | + 8s     |
| 7. | Pello Bilbao    | Bahrain Victorious    | + 8s     |
| 8. | Olav Kooij      | Jumbo-Visma           | + 10s    |
| 9. | Phil Bauhaus    | Bahrain Victorious    | + 10s    |
| 10. | Cees Bol        | Astana Qazaqstan Team | + 10s    |

### 2.ª etapa
| Khalifa Port - Khalifa Port | contrarrelógio por equipes | (17,3 km) |

| \| Classificação por etapas \| Classificação por etapas \| Classificação por etapas \| Classificação por etapas \| Classificação por etapas \| Classificação por etapas \| \| Equipe \| Equipe \| Tempo \| Intervalo de tempo \| Rapidez \| \| \| ------------------------ \| ------------------------ \| ------------------------ \| ------------------------ \| ------------------------ \| ------------------------ \| \| 1. \| Soudal Quick-Step \| 18m17s \| \| 56.773 km/h \| \| \| 2. \| EF Education-EasyPost \| 18m18s \| + 1s \| 56.721 km/h \| \| \| 3. \| Ineos Grenadiers \| 18m20s \| + 3s \| 56.618 km/h \| \| \| 4. \| Bahrain Victorious \| 18m21s \| + 4s \| 56.567 km/h \| \| \| 5. \| Team Jayco AlUla \| 18m22s \| + 5s \| 56.515 km/h \| \| \| 6. \| Team DSM \| 18m27s \| + 10s \| 56.260 km/h \| \| \| 7. \| Bora-Hansgrohe \| 18m32s \| + 15s \| 56.007 km/h \| \| \| 8. \| UAE Team Emirates \| 18m33s \| + 16s \| 55.957 km/h \| \| \| 9. \| Astana Qazaqstan Team \| 18m34s \| + 17s \| 55.907 km/h \| \| \| 10. \| Trek-Segafredo \| 18m36s \| + 19s \| 55.806 km/h \| \| |                       |        |                    |             |
| |                       |        |                    |             |
| Fonte: ProCyclingStats |                       |        |                    |             |
| Classificação por etapas |                       |        |                    |             |
| Equipe | Equipe                | Tempo  | Intervalo de tempo | Rapidez     |
| 1. | Soudal Quick-Step     | 18m17s |                    | 56.773 km/h |
| 2. | EF Education-EasyPost | 18m18s | + 1s               | 56.721 km/h |
| 3. | Ineos Grenadiers      | 18m20s | + 3s               | 56.618 km/h |
| 4. | Bahrain Victorious    | 18m21s | + 4s               | 56.567 km/h |
| 5. | Team Jayco AlUla      | 18m22s | + 5s               | 56.515 km/h |
| 6. | Team DSM              | 18m27s | + 10s              | 56.260 km/h |
| 7. | Bora-Hansgrohe        | 18m32s | + 15s              | 56.007 km/h |
| 8. | UAE Team Emirates     | 18m33s | + 16s              | 55.957 km/h |
| 9. | Astana Qazaqstan Team | 18m34s | + 17s              | 55.907 km/h |
| 10. | Trek-Segafredo        | 18m36s | + 19s              | 55.806 km/h |

| \| Classificação geral \| Classificação geral \| Classificação geral \| Classificação geral \| Classificação geral \| \| Ciclista \| Ciclista \| Equipe \| Tempo \| \| \| ------------------- \| ------------------- \| --------------------- \| ------------------- \| ------------------- \| \| 1. \| Luke Plapp \| Ineos Grenadiers \| 3h35m50s \| \| \| 2. \| Remco Evenepoel \| Soudal Quick-Step \| + 0s \| \| \| 3. \| Nikias Arndt \| Bahrain Victorious \| + 3s \| \| \| 4. \| Pello Bilbao \| Bahrain Victorious \| + 4s \| \| \| 5. \| Mark Cavendish \| Astana Qazaqstan Team \| + 15s \| \| \| 6. \| Cees Bol \| Astana Qazaqstan Team \| + 21s \| \| \| 7. \| Olav Kooij \| Jumbo-Visma \| + 23s \| \| \| 8. \| Bert Van Lerberghe \| Soudal Quick-Step \| + 29s \| \| \| 9. \| Tim Merlier \| Soudal Quick-Step \| + 30s \| \| \| 10. \| Jarrad Drizners \| Lotto Dstny \| + 50s \| \| |                    |                       |          |
| |                    |                       |          |
| Fonte: ProCyclingStats |                    |                       |          |
| Classificação geral |                    |                       |          |
| Ciclista | Ciclista           | Equipe                | Tempo    |
| 1. | Luke Plapp         | Ineos Grenadiers      | 3h35m50s |
| 2. | Remco Evenepoel    | Soudal Quick-Step     | + 0s     |
| 3. | Nikias Arndt       | Bahrain Victorious    | + 3s     |
| 4. | Pello Bilbao       | Bahrain Victorious    | + 4s     |
| 5. | Mark Cavendish     | Astana Qazaqstan Team | + 15s    |
| 6. | Cees Bol           | Astana Qazaqstan Team | + 21s    |
| 7. | Olav Kooij         | Jumbo-Visma           | + 23s    |
| 8. | Bert Van Lerberghe | Soudal Quick-Step     | + 29s    |
| 9. | Tim Merlier        | Soudal Quick-Step     | + 30s    |
| 10. | Jarrad Drizners    | Lotto Dstny           | + 50s    |

### 3.ª etapa
| Fujeira (cidade) - Jebel Jais | alta montanha | (185 km) |

| \| Classificação por etapas \| Classificação por etapas \| Classificação por etapas \| Classificação por etapas \| Classificação por etapas \| \| Ciclista \| Ciclista \| Equipe \| Tempo \| \| \| ------------------------ \| ------------------------ \| ------------------------ \| ------------------------ \| ------------------------ \| \| 1. \| Einer Rubio \| Movistar Team \| 4h54m24s \| \| \| 2. \| Remco Evenepoel \| Soudal Quick-Step \| + 14s \| \| \| 3. \| Adam Yates \| UAE Team Emirates \| + 15s \| \| \| 4. \| Alexey Lutsenko \| Astana Qazaqstan Team \| + 15s \| \| \| 5. \| Luke Plapp \| Ineos Grenadiers \| + 15s \| \| \| 6. \| Harm Vanhoucke \| Team DSM \| + 15s \| \| \| 7. \| Thomas Gloag \| Jumbo-Visma \| + 15s \| \| \| 8. \| Andreas Leknessund \| Team DSM \| + 15s \| \| \| 9. \| Sepp Kuss \| Jumbo-Visma \| + 15s \| \| \| 10. \| Ben Zwiehoff \| Bora-Hansgrohe \| + 15s \| \| |                    |                       |          |
| |                    |                       |          |
| Fonte: ProCyclingStats |                    |                       |          |
| Classificação por etapas |                    |                       |          |
| Ciclista | Ciclista           | Equipe                | Tempo    |
| 1. | Einer Rubio        | Movistar Team         | 4h54m24s |
| 2. | Remco Evenepoel    | Soudal Quick-Step     | + 14s    |
| 3. | Adam Yates         | UAE Team Emirates     | + 15s    |
| 4. | Alexey Lutsenko    | Astana Qazaqstan Team | + 15s    |
| 5. | Luke Plapp         | Ineos Grenadiers      | + 15s    |
| 6. | Harm Vanhoucke     | Team DSM              | + 15s    |
| 7. | Thomas Gloag       | Jumbo-Visma           | + 15s    |
| 8. | Andreas Leknessund | Team DSM              | + 15s    |
| 9. | Sepp Kuss          | Jumbo-Visma           | + 15s    |
| 10. | Ben Zwiehoff       | Bora-Hansgrohe        | + 15s    |

| \| Classificação geral \| Classificação geral \| Classificação geral \| Classificação geral \| Classificação geral \| \| Ciclista \| Ciclista \| Equipe \| Tempo \| \| \| ------------------- \| ------------------- \| --------------------- \| ------------------- \| ------------------- \| \| 1. \| Remco Evenepoel \| Soudal Quick-Step \| 8h54m22s \| \| \| 2. \| Luke Plapp \| Ineos Grenadiers \| + 7s \| \| \| 3. \| Pello Bilbao \| Bahrain Victorious \| + 11s \| \| \| 4. \| Stefan de Bod \| EF Education-EasyPost \| + 1m01s \| \| \| 5. \| Wout Poels \| Bahrain Victorious \| + 1m04s \| \| \| 6. \| Harm Vanhoucke \| Team DSM \| + 1m10s \| \| \| 7. \| Andreas Leknessund \| Team DSM \| + 1m10s \| \| \| 8. \| Einer Rubio \| Movistar Team \| + 1m11s \| \| \| 9. \| Georg Steinhauser \| EF Education-EasyPost \| + 1m11s \| \| \| 10. \| Adam Yates \| UAE Team Emirates \| + 1m12s \| \| |                    |                       |          |
| |                    |                       |          |
| Fonte: ProCyclingStats |                    |                       |          |
| Classificação geral |                    |                       |          |
| Ciclista | Ciclista           | Equipe                | Tempo    |
| 1. | Remco Evenepoel    | Soudal Quick-Step     | 8h54m22s |
| 2. | Luke Plapp         | Ineos Grenadiers      | + 7s     |
| 3. | Pello Bilbao       | Bahrain Victorious    | + 11s    |
| 4. | Stefan de Bod      | EF Education-EasyPost | + 1m01s  |
| 5. | Wout Poels         | Bahrain Victorious    | + 1m04s  |
| 6. | Harm Vanhoucke     | Team DSM              | + 1m10s  |
| 7. | Andreas Leknessund | Team DSM              | + 1m10s  |
| 8. | Einer Rubio        | Movistar Team         | + 1m11s  |
| 9. | Georg Steinhauser  | EF Education-EasyPost | + 1m11s  |
| 10. | Adam Yates         | UAE Team Emirates     | + 1m12s  |

### 4.ª etapa
| Al Shindagha - Dubai | etapa plana | (174 km) |

| \| Classificação por etapas \| Classificação por etapas \| Classificação por etapas \| Classificação por etapas \| Classificação por etapas \| \| Ciclista \| Ciclista \| Equipe \| Tempo \| \| \| ------------------------ \| ------------------------ \| ------------------------ \| ------------------------ \| ------------------------ \| \| 1. \| Juan Sebastián Molano \| UAE Team Emirates \| 3h50m01s \| \| \| 2. \| Olav Kooij \| Jumbo-Visma \| + 0s \| \| \| 3. \| Sam Welsford \| Team DSM \| + 0s \| \| \| 4. \| Arvid de Kleijn \| Tudor Pro Cycling Team \| + 0s \| \| \| 5. \| Dylan Groenewegen \| Team Jayco AlUla \| + 0s \| \| \| 6. \| Danny van Poppel \| Bora-Hansgrohe \| + 0s \| \| \| 7. \| Marijn van den Berg \| EF Education-EasyPost \| + 0s \| \| \| 8. \| Sam Bennett \| Bora-Hansgrohe \| + 0s \| \| \| 9. \| Tim Merlier \| Soudal Quick-Step \| + 0s \| \| \| 10. \| Jon Aberasturi \| Trek-Segafredo \| + 0s \| \| |                       |                        |          |
| |                       |                        |          |
| Fonte: ProCyclingStats |                       |                        |          |
| Classificação por etapas |                       |                        |          |
| Ciclista | Ciclista              | Equipe                 | Tempo    |
| 1. | Juan Sebastián Molano | UAE Team Emirates      | 3h50m01s |
| 2. | Olav Kooij            | Jumbo-Visma            | + 0s     |
| 3. | Sam Welsford          | Team DSM               | + 0s     |
| 4. | Arvid de Kleijn       | Tudor Pro Cycling Team | + 0s     |
| 5. | Dylan Groenewegen     | Team Jayco AlUla       | + 0s     |
| 6. | Danny van Poppel      | Bora-Hansgrohe         | + 0s     |
| 7. | Marijn van den Berg   | EF Education-EasyPost  | + 0s     |
| 8. | Sam Bennett           | Bora-Hansgrohe         | + 0s     |
| 9. | Tim Merlier           | Soudal Quick-Step      | + 0s     |
| 10. | Jon Aberasturi        | Trek-Segafredo         | + 0s     |

| \| Classificação geral \| Classificação geral \| Classificação geral \| Classificação geral \| Classificação geral \| \| Ciclista \| Ciclista \| Equipe \| Tempo \| \| \| ------------------- \| ------------------- \| --------------------- \| ------------------- \| ------------------- \| \| 1. \| Remco Evenepoel \| Soudal Quick-Step \| \| \| \| 2. \| Luke Plapp \| Ineos Grenadiers \| + 7s \| \| \| 3. \| Pello Bilbao \| Bahrain Victorious \| + 11s \| \| \| 4. \| Stefan de Bod \| EF Education-EasyPost \| + 1m01s \| \| \| 5. \| Wout Poels \| Bahrain Victorious \| + 1m04s \| \| \| 6. \| Harm Vanhoucke \| Team DSM \| + 1m10s \| \| \| 7. \| Andreas Leknessund \| Team DSM \| + 1m10s \| \| \| 8. \| Einer Rubio \| Movistar Team \| + 1m11s \| \| \| 9. \| Georg Steinhauser \| EF Education-EasyPost \| + 1m11s \| \| \| 10. \| Adam Yates \| UAE Team Emirates \| + 1m12s \| \| |                    |                       |         |
| |                    |                       |         |
| Fonte: ProCyclingStats |                    |                       |         |
| Classificação geral |                    |                       |         |
| Ciclista | Ciclista           | Equipe                | Tempo   |
| 1. | Remco Evenepoel    | Soudal Quick-Step     |         |
| 2. | Luke Plapp         | Ineos Grenadiers      | + 7s    |
| 3. | Pello Bilbao       | Bahrain Victorious    | + 11s   |
| 4. | Stefan de Bod      | EF Education-EasyPost | + 1m01s |
| 5. | Wout Poels         | Bahrain Victorious    | + 1m04s |
| 6. | Harm Vanhoucke     | Team DSM              | + 1m10s |
| 7. | Andreas Leknessund | Team DSM              | + 1m10s |
| 8. | Einer Rubio        | Movistar Team         | + 1m11s |
| 9. | Georg Steinhauser  | EF Education-EasyPost | + 1m11s |
| 10. | Adam Yates         | UAE Team Emirates     | + 1m12s |

### 5.ª etapa
| Al Marjan Island - Umm Al Quwain | etapa plana | (170 km) |

| \| Classificação por etapas \| Classificação por etapas \| Classificação por etapas \| Classificação por etapas \| Classificação por etapas \| \| Ciclista \| Ciclista \| Equipe \| Tempo \| \| \| ------------------------ \| ------------------------ \| ------------------------ \| ------------------------ \| ------------------------ \| \| 1. \| Dylan Groenewegen \| Team Jayco AlUla \| 3h57m07s \| \| \| 2. \| Fernando Gaviria \| Movistar Team \| + 0s \| \| \| 3. \| Sam Bennett \| Bora-Hansgrohe \| + 0s \| \| \| 4. \| Emīls Liepiņš \| Trek-Segafredo \| + 0s \| \| \| 5. \| Tim Merlier \| Soudal Quick-Step \| + 0s \| \| \| 6. \| Sam Welsford \| Team DSM \| + 0s \| \| \| 7. \| Juan Sebastián Molano \| UAE Team Emirates \| + 0s \| \| \| 8. \| Mark Cavendish \| Astana Qazaqstan Team \| + 0s \| \| \| 9. \| Olav Kooij \| Jumbo-Visma \| + 0s \| \| \| 10. \| Arnaud Démare \| Groupama-FDJ \| + 0s \| \| |                       |                       |          |
| |                       |                       |          |
| Fonte: ProCyclingStats |                       |                       |          |
| Classificação por etapas |                       |                       |          |
| Ciclista | Ciclista              | Equipe                | Tempo    |
| 1. | Dylan Groenewegen     | Team Jayco AlUla      | 3h57m07s |
| 2. | Fernando Gaviria      | Movistar Team         | + 0s     |
| 3. | Sam Bennett           | Bora-Hansgrohe        | + 0s     |
| 4. | Emīls Liepiņš         | Trek-Segafredo        | + 0s     |
| 5. | Tim Merlier           | Soudal Quick-Step     | + 0s     |
| 6. | Sam Welsford          | Team DSM              | + 0s     |
| 7. | Juan Sebastián Molano | UAE Team Emirates     | + 0s     |
| 8. | Mark Cavendish        | Astana Qazaqstan Team | + 0s     |
| 9. | Olav Kooij            | Jumbo-Visma           | + 0s     |
| 10. | Arnaud Démare         | Groupama-FDJ          | + 0s     |

| \| Classificação geral \| Classificação geral \| Classificação geral \| Classificação geral \| Classificação geral \| \| Ciclista \| Ciclista \| Equipe \| Tempo \| \| \| ------------------- \| ------------------- \| --------------------- \| ------------------- \| ------------------- \| \| 1. \| Remco Evenepoel \| Soudal Quick-Step \| 16h14m28s \| \| \| 2. \| Luke Plapp \| Ineos Grenadiers \| + 9s \| \| \| 3. \| Pello Bilbao \| Bahrain Victorious \| + 13s \| \| \| 4. \| Stefan de Bod \| EF Education-EasyPost \| + 1m03s \| \| \| 5. \| Wout Poels \| Bahrain Victorious \| + 1m06s \| \| \| 6. \| Harm Vanhoucke \| Team DSM \| + 1m12s \| \| \| 7. \| Andreas Leknessund \| Team DSM \| + 1m12s \| \| \| 8. \| Einer Rubio \| Movistar Team \| + 1m13s \| \| \| 9. \| Georg Steinhauser \| EF Education-EasyPost \| + 1m13s \| \| \| 10. \| Adam Yates \| UAE Team Emirates \| + 1m14s \| \| |                    |                       |           |
| |                    |                       |           |
| Fonte: ProCyclingStats |                    |                       |           |
| Classificação geral |                    |                       |           |
| Ciclista | Ciclista           | Equipe                | Tempo     |
| 1. | Remco Evenepoel    | Soudal Quick-Step     | 16h14m28s |
| 2. | Luke Plapp         | Ineos Grenadiers      | + 9s      |
| 3. | Pello Bilbao       | Bahrain Victorious    | + 13s     |
| 4. | Stefan de Bod      | EF Education-EasyPost | + 1m03s   |
| 5. | Wout Poels         | Bahrain Victorious    | + 1m06s   |
| 6. | Harm Vanhoucke     | Team DSM              | + 1m12s   |
| 7. | Andreas Leknessund | Team DSM              | + 1m12s   |
| 8. | Einer Rubio        | Movistar Team         | + 1m13s   |
| 9. | Georg Steinhauser  | EF Education-EasyPost | + 1m13s   |
| 10. | Adam Yates         | UAE Team Emirates     | + 1m14s   |

### 6.ª etapa
| Warner Bros. World Abu Dhabi - Abu Dhabi Breakwater | etapa plana | (166 km) |

| \| Classificação por etapas \| Classificação por etapas \| Classificação por etapas \| Classificação por etapas \| Classificação por etapas \| \| Ciclista \| Ciclista \| Equipe \| Tempo \| \| \| ------------------------ \| ------------------------ \| ------------------------ \| ------------------------ \| ------------------------ \| \| 1. \| Tim Merlier \| Soudal Quick-Step \| 3h41m12s \| \| \| 2. \| Sam Bennett \| Bora-Hansgrohe \| + 0s \| \| \| 3. \| Dylan Groenewegen \| Team Jayco AlUla \| + 0s \| \| \| 4. \| Olav Kooij \| Jumbo-Visma \| + 0s \| \| \| 5. \| Arvid de Kleijn \| Tudor Pro Cycling Team \| + 0s \| \| \| 6. \| Sam Welsford \| Team DSM \| + 0s \| \| \| 7. \| Gerben Thijssen \| Intermarché-Circus-Wanty \| + 0s \| \| \| 8. \| Emīls Liepiņš \| Trek-Segafredo \| + 0s \| \| \| 9. \| Phil Bauhaus \| Bahrain Victorious \| + 0s \| \| \| 10. \| Itamar Einhorn \| Israel-Premier Tech \| + 0s \| \| |                   |                          |          |
| |                   |                          |          |
| Fonte: ProCyclingStats |                   |                          |          |
| Classificação por etapas |                   |                          |          |
| Ciclista | Ciclista          | Equipe                   | Tempo    |
| 1. | Tim Merlier       | Soudal Quick-Step        | 3h41m12s |
| 2. | Sam Bennett       | Bora-Hansgrohe           | + 0s     |
| 3. | Dylan Groenewegen | Team Jayco AlUla         | + 0s     |
| 4. | Olav Kooij        | Jumbo-Visma              | + 0s     |
| 5. | Arvid de Kleijn   | Tudor Pro Cycling Team   | + 0s     |
| 6. | Sam Welsford      | Team DSM                 | + 0s     |
| 7. | Gerben Thijssen   | Intermarché-Circus-Wanty | + 0s     |
| 8. | Emīls Liepiņš     | Trek-Segafredo           | + 0s     |
| 9. | Phil Bauhaus      | Bahrain Victorious       | + 0s     |
| 10. | Itamar Einhorn    | Israel-Premier Tech      | + 0s     |

| \| Classificação geral \| Classificação geral \| Classificação geral \| Classificação geral \| Classificação geral \| \| Ciclista \| Ciclista \| Equipe \| Tempo \| \| \| ------------------- \| ------------------- \| --------------------- \| ------------------- \| ------------------- \| \| 1. \| Remco Evenepoel \| Soudal Quick-Step \| 19h55m40s \| \| \| 2. \| Luke Plapp \| Ineos Grenadiers \| + 9s \| \| \| 3. \| Pello Bilbao \| Bahrain Victorious \| + 13s \| \| \| 4. \| Stefan de Bod \| EF Education-EasyPost \| + 1m03s \| \| \| 5. \| Wout Poels \| Bahrain Victorious \| + 1m06s \| \| \| 6. \| Harm Vanhoucke \| Team DSM \| + 1m12s \| \| \| 7. \| Andreas Leknessund \| Team DSM \| + 1m12s \| \| \| 8. \| Einer Rubio \| Movistar Team \| + 1m13s \| \| \| 9. \| Georg Steinhauser \| EF Education-EasyPost \| + 1m13s \| \| \| 10. \| Adam Yates \| UAE Team Emirates \| + 1m14s \| \| |                    |                       |           |
| |                    |                       |           |
| Fonte: ProCyclingStats |                    |                       |           |
| Classificação geral |                    |                       |           |
| Ciclista | Ciclista           | Equipe                | Tempo     |
| 1. | Remco Evenepoel    | Soudal Quick-Step     | 19h55m40s |
| 2. | Luke Plapp         | Ineos Grenadiers      | + 9s      |
| 3. | Pello Bilbao       | Bahrain Victorious    | + 13s     |
| 4. | Stefan de Bod      | EF Education-EasyPost | + 1m03s   |
| 5. | Wout Poels         | Bahrain Victorious    | + 1m06s   |
| 6. | Harm Vanhoucke     | Team DSM              | + 1m12s   |
| 7. | Andreas Leknessund | Team DSM              | + 1m12s   |
| 8. | Einer Rubio        | Movistar Team         | + 1m13s   |
| 9. | Georg Steinhauser  | EF Education-EasyPost | + 1m13s   |
| 10. | Adam Yates         | UAE Team Emirates     | + 1m14s   |

### 7.ª etapa
| Estádio Hazza bin Zayed - Jabal Hafit | alta montanha | (153 km) |

| \| Classificação por etapas \| Classificação por etapas \| Classificação por etapas \| Classificação por etapas \| Classificação por etapas \| \| Ciclista \| Ciclista \| Equipe \| Tempo \| \| \| ------------------------ \| ------------------------ \| ------------------------ \| ------------------------ \| ------------------------ \| \| 1. \| Adam Yates \| UAE Team Emirates \| 3h29m42s \| \| \| 2. \| Remco Evenepoel \| Soudal Quick-Step \| + 10s \| \| \| 3. \| Geoffrey Bouchard \| AG2R Citroën Team \| + 42s \| \| \| 4. \| Sepp Kuss \| Jumbo-Visma \| + 47s \| \| \| 5. \| Pello Bilbao \| Bahrain Victorious \| + 54s \| \| \| 6. \| Luke Plapp \| Ineos Grenadiers \| + 54s \| \| \| 7. \| Wout Poels \| Bahrain Victorious \| + 1m16s \| \| \| 8. \| Antonio Tiberi \| Trek-Segafredo \| + 1m16s \| \| \| 9. \| Ben Zwiehoff \| Bora-Hansgrohe \| + 1m25s \| \| \| 10. \| Michael Storer \| Groupama-FDJ \| + 1m25s \| \| |                   |                    |          |
| |                   |                    |          |
| Fonte: ProCyclingStats |                   |                    |          |
| Classificação por etapas |                   |                    |          |
| Ciclista | Ciclista          | Equipe             | Tempo    |
| 1. | Adam Yates        | UAE Team Emirates  | 3h29m42s |
| 2. | Remco Evenepoel   | Soudal Quick-Step  | + 10s    |
| 3. | Geoffrey Bouchard | AG2R Citroën Team  | + 42s    |
| 4. | Sepp Kuss         | Jumbo-Visma        | + 47s    |
| 5. | Pello Bilbao      | Bahrain Victorious | + 54s    |
| 6. | Luke Plapp        | Ineos Grenadiers   | + 54s    |
| 7. | Wout Poels        | Bahrain Victorious | + 1m16s  |
| 8. | Antonio Tiberi    | Trek-Segafredo     | + 1m16s  |
| 9. | Ben Zwiehoff      | Bora-Hansgrohe     | + 1m25s  |
| 10. | Michael Storer    | Groupama-FDJ       | + 1m25s  |

## Classificações finais
- As classificações finalizaram da seguinte forma:[2]

### Classificação geral
| \| Classificação geral \| Classificação geral \| Classificação geral \| Classificação geral \| Classificação geral \| \| Ciclista \| Ciclista \| Equipe \| Tempo \| \| \| ------------------- \| ------------------- \| ------------------- \| ------------------- \| ------------------- \| \| 1. \| Remco Evenepoel \| Soudal Quick-Step \| 23h25m26s \| \| \| 2. \| Luke Plapp \| Ineos Grenadiers \| + 59s \| \| \| 3. \| Adam Yates \| UAE Team Emirates \| + 1m00s \| \| \| 4. \| Pello Bilbao \| Bahrain Victorious \| + 1m03s \| \| \| 5. \| Sepp Kuss \| Jumbo-Visma \| + 2m06s \| \| \| 6. \| Wout Poels \| Bahrain Victorious \| + 2m18s \| \| \| 7. \| Antonio Tiberi \| Trek-Segafredo \| + 2m33s \| \| \| 8. \| Ben Zwiehoff \| Bora-Hansgrohe \| + 2m38s \| \| \| 9. \| Emanuel Buchmann \| Bora-Hansgrohe \| + 2m38s \| \| \| 10. \| Harm Vanhoucke \| Team DSM \| + 2m40s \| \| |                  |                    |           |
| |                  |                    |           |
| Fonte: ProCyclingStats |                  |                    |           |
| Classificação geral |                  |                    |           |
| Ciclista | Ciclista         | Equipe             | Tempo     |
| 1. | Remco Evenepoel  | Soudal Quick-Step  | 23h25m26s |
| 2. | Luke Plapp       | Ineos Grenadiers   | + 59s     |
| 3. | Adam Yates       | UAE Team Emirates  | + 1m00s   |
| 4. | Pello Bilbao     | Bahrain Victorious | + 1m03s   |
| 5. | Sepp Kuss        | Jumbo-Visma        | + 2m06s   |
| 6. | Wout Poels       | Bahrain Victorious | + 2m18s   |
| 7. | Antonio Tiberi   | Trek-Segafredo     | + 2m33s   |
| 8. | Ben Zwiehoff     | Bora-Hansgrohe     | + 2m38s   |
| 9. | Emanuel Buchmann | Bora-Hansgrohe     | + 2m38s   |
| 10. | Harm Vanhoucke   | Team DSM           | + 2m40s   |

### Classificação dos pontos
| Classificação por pontos | Classificação por pontos | Classificação por pontos | Classificação por pontos | Classificação por pontos |
| Ciclista                 | Ciclista                 | Equipe                   | Pontos                   |                          |
| ------------------------ | ------------------------ | ------------------------ | ------------------------ | ------------------------ |
| 1.                       | Tim Merlier              | Soudal Quick-Step        | 52 pts                   |                          |
| 2.                       | Remco Evenepoel          | Soudal Quick-Step        | 45 pts                   |                          |
| 3.                       | Dylan Groenewegen        | Team Jayco AlUla         | 39 pts                   |                          |
| 4.                       | Olav Kooij               | Jumbo-Visma              | 36 pts                   |                          |
| 5.                       | Edward Planckaert        | Alpecin-Deceuninck       | 34 pts                   |                          |
| 6.                       | Adam Yates               | UAE Team Emirates        | 32 pts                   |                          |
| 7.                       | Sam Bennett              | Bora-Hansgrohe           | 31 pts                   |                          |
| 8.                       | Sam Welsford             | Team DSM                 | 30 pts                   |                          |
| 9.                       | Luke Plapp               | Ineos Grenadiers         | 29 pts                   |                          |
| 10.                      | Juan Sebastián Molano    | UAE Team Emirates        | 24 pts                   |                          |

### Classificação dos jovens
| Classificação dos jovens | Classificação dos jovens | Classificação dos jovens | Classificação dos jovens | Classificação dos jovens |
| Ciclista                 | Ciclista                 | Equipe                   | Tempo                    |                          |
| ------------------------ | ------------------------ | ------------------------ | ------------------------ | ------------------------ |
| 1.                       | Remco Evenepoel          | Soudal Quick-Step        | 23h25m26s                |                          |
| 2.                       | Luke Plapp               | Ineos Grenadiers         | + 59s                    |                          |
| 3.                       | Antonio Tiberi           | Trek-Segafredo           | + 2m33s                  |                          |
| 4.                       | Einer Rubio              | Movistar Team            | + 2m57s                  |                          |
| 5.                       | Brandon McNulty          | UAE Team Emirates        | + 3m02s                  |                          |
| 6.                       | Matthew Riccitello       | Israel-Premier Tech      | + 3m18s                  |                          |
| 7.                       | Valentin Paret-Peintre   | AG2R Citroën Team        | + 3m29s                  |                          |
| 8.                       | Andreas Leknessund       | Team DSM                 | + 3m39s                  |                          |
| 9.                       | Yannis Voisard           | Tudor Pro Cycling Team   | + 3m41s                  |                          |
| 10.                      | Georg Steinhauser        | EF Education-EasyPost    | + 3m50s                  |                          |

### Classificação por equipas
| Classificação por equipes | Classificação por equipes | Classificação por equipes | Classificação por equipes |
| Equipe                    | Equipe                    | Tempo                     |                           |
| ------------------------- | ------------------------- | ------------------------- | ------------------------- |
| 1.                        | UAE Team Emirates         | 69h48m08s                 |                           |
| 2.                        | AG2R Citroën Team         | + 1m15s                   |                           |
| 3.                        | EF Education-EasyPost     | + 1m41s                   |                           |
| 4.                        | Jumbo-Visma               | + 6m37s                   |                           |
| 5.                        | Intermarché-Circus-Wanty  | + 6m58s                   |                           |
| 6.                        | Soudal Quick-Step         | + 7m09s                   |                           |
| 7.                        | Trek-Segafredo            | + 7m19s                   |                           |
| 8.                        | Israel-Premier Tech       | + 10m02s                  |                           |
| 9.                        | Astana Qazaqstan Team     | + 10m39s                  |                           |
| 10.                       | Bahrain Victorious        | + 11m23s                  |                           |

## Evolução das classificações
| Etapa |                            | Vencedor _            | Classificação geral | Prêmio por pontos | Sprints           | Juventude       | Equipes _             |
| ----- | -------------------------- | --------------------- | ------------------- | ----------------- | ----------------- | --------------- | --------------------- |
| 1     | etapa plana                | Tim Merlier           | Tim Merlier         | Tim Merlier       | Luke Plapp        | Luke Plapp      | Soudal Quick-Step     |
| 2     | contrarrelógio por equipes | Soudal Quick-Step     | Luke Plapp          | Tim Merlier       | Luke Plapp        | Luke Plapp      | Soudal Quick-Step     |
| 3     | alta montanha              | Einer Rubio           | Remco Evenepoel     | Luke Plapp        | Edward Planckaert | Remco Evenepoel | EF Education-EasyPost |
| 4     | etapa plana                | Juan Sebastián Molano | Remco Evenepoel     | Olav Kooij        | Edward Planckaert | Remco Evenepoel | EF Education-EasyPost |
| 5     | etapa plana                | Dylan Groenewegen     | Remco Evenepoel     | Tim Merlier       | Edward Planckaert | Remco Evenepoel | EF Education-EasyPost |
| 6     | etapa plana                | Tim Merlier           | Remco Evenepoel     | Tim Merlier       | Dylan Groenewegen | Remco Evenepoel | EF Education-EasyPost |
| 7     | alta montanha              | Adam Yates            | Remco Evenepoel     | Tim Merlier       | Edward Planckaert | Remco Evenepoel | UAE Team Emirates     |
| Final | Final                      |                       | Remco Evenepoel     | Tim Merlier       | Edward Planckaert | Remco Evenepoel | UAE Team Emirates     |

## Ciclistas participantes e posições finais
| Soudal Quick-Step SOQ | Soudal Quick-Step SOQ                 | Soudal Quick-Step SOQ |
| --------------------- | ------------------------------------- | --------------------- |
| Num                   | Ciclista                              | Pos                   |
| 1                     | Remco Evenepoel (BEL) (estrada e CRI) | 1.                    |
| 2                     | Josef Černý (CZE)                     | 120.                  |
| 3                     | Tim Merlier (BEL) (estrada)           | 96.                   |
| 4                     | Mauro Schmid (SUI)                    | 31.                   |
| 5                     | Pieter Serry (BEL)                    | 65.                   |
| 6                     | Bert Van Lerberghe (BEL)              | 122.                  |
| 7                     | Louis Vervaeke (BEL)                  | 67.                   |

| AG2R Citroën Team ACT | AG2R Citroën Team ACT        | AG2R Citroën Team ACT |
| --------------------- | ---------------------------- | --------------------- |
| Num                   | Ciclista                     | Pos                   |
| 11                    | Geoffrey Bouchard (FRA)      | 24.                   |
| 12                    | Alex Baudin (FRA)            | 34.                   |
| 13                    | Clément Berthet (FRA)        | 16.                   |
| 14                    | Jaakko Hänninen (FIN)        | 46.                   |
| 15                    | Paul Lapeira (FRA)           |                       |
| 16                    | Valentin Paret-Peintre (FRA) | 18.                   |
| 17                    | Larry Warbasse (USA)         | 37.                   |

| Alpecin-Deceuninck ADC | Alpecin-Deceuninck ADC      | Alpecin-Deceuninck ADC |
| ---------------------- | --------------------------- | ---------------------- |
| Num                    | Ciclista                    | Pos                    |
| 21                     | Ramon Sinkeldam (NED)       | 82.                    |
| 22                     | Maurice Ballerstedt (GER)   | 98.                    |
| 23                     | Senne Leysen (BEL)          | 83.                    |
| 24                     | Jason Osborne (GER)         | 26.                    |
| 25                     | Edward Planckaert (BEL)     | 131.                   |
| 26                     | Jensen Plowright (AUS)      | 116.                   |
| 27                     | Fabio Van den Bossche (BEL) | 105.                   |

| Astana Qazaqstan Team AST | Astana Qazaqstan Team AST      | Astana Qazaqstan Team AST |
| ------------------------- | ------------------------------ | ------------------------- |
| Num                       | Ciclista                       | Pos                       |
| 31                        | Mark Cavendish (GBR) (estrada) | 89.                       |
| 32                        | Cees Bol (NED)                 | 86.                       |
| 33                        | Dmitriy Gruzdev (KAZ)          | 126.                      |
| 34                        | Alexey Lutsenko (KAZ)          | 28.                       |
| 35                        | Davide Martinelli (ITA)        | 100.                      |
| 36                        | Javier Romo (ESP)              | 66.                       |
| 37                        | Harold Tejada (COL)            | 41.                       |

| Bahrain Victorious TBV | Bahrain Victorious TBV      | Bahrain Victorious TBV |
| ---------------------- | --------------------------- | ---------------------- |
| Num                    | Ciclista                    | Pos                    |
| 41                     | Pello Bilbao (ESP)          | 4.                     |
| 42                     | Nikias Arndt (GER)          | 55.                    |
| 43                     | Matevž Govekar (SLO)        | 104.                   |
| 44                     | Fran Miholjević (CRO) (CRI) | 87.                    |
| 45                     | Wout Poels (NED)            | 6.                     |
| 46                     | Johan Price-Pejtersen (DEN) | 118.                   |
| 47                     | Phil Bauhaus (GER)          | 103.                   |

| Bora-Hansgrohe BOH | Bora-Hansgrohe BOH     | Bora-Hansgrohe BOH |
| ------------------ | ---------------------- | ------------------ |
| Num                | Ciclista               | Pos                |
| 51                 | Sam Bennett (IRL)      | 113.               |
| 52                 | Shane Archbold (NZL)   | 102.               |
| 53                 | Emanuel Buchmann (GER) | 9.                 |
| 54                 | Patrick Gamper (AUT)   | 64.                |
| 55                 | Ryan Mullen (IRL)      | 77.                |
| 56                 | Danny van Poppel (NED) | 79.                |
| 57                 | Ben Zwiehoff (GER)     | 8.                 |

| EF Education-EasyPost EFE | EF Education-EasyPost EFE | EF Education-EasyPost EFE |
| ------------------------- | ------------------------- | ------------------------- |
| Num                       | Ciclista                  | Pos                       |
| 61                        | Andrey Amador (CRC)       | 39.                       |
| 62                        | Diego Camargo (COL)       | 50.                       |
| 63                        | Simon Carr (GBR)          | 52.                       |
| 64                        | Stefan de Bod (RSA)       | 11.                       |
| 65                        | Georg Steinhauser (GER)   | 22.                       |
| 66                        | Marijn van den Berg (NED) | 63.                       |
| 67                        | Łukasz Wiśniowski (POL)   | 111.                      |

| Green Project-Bardiani CSF-Faizanè BCF | Green Project-Bardiani CSF-Faizanè BCF | Green Project-Bardiani CSF-Faizanè BCF |
| -------------------------------------- | -------------------------------------- | -------------------------------------- |
| Num                                    | Ciclista                               | Pos                                    |
| 71                                     | Luca Colnaghi (ITA)                    | 112.                                   |
| 72                                     | Luca Covili (ITA)                      | 33.                                    |
| 73                                     | Riccardo Lucca (ITA)                   | 110.                                   |
| 74                                     | Filippo Magli (ITA)                    | 90.                                    |
| 75                                     | Alessandro Tonelli (ITA)               | 45.                                    |
| 76                                     | Enrico Zanoncello (ITA)                | 128.                                   |
| 77                                     | Samuele Zoccarato (ITA)                | 40.                                    |

| Groupama-FDJ GFC | Groupama-FDJ GFC          | Groupama-FDJ GFC |
| ---------------- | ------------------------- | ---------------- |
| Num              | Ciclista                  | Pos              |
| 81               | Arnaud Démare (FRA)       | 85.              |
| 82               | Clément Davy (FRA)        | 70.              |
| 83               | Ignatas Konovalovas (LTU) | 68.              |
| 84               | Laurence Pithie (NZL)     | 84.              |
| 85               | Michael Storer (AUS)      | 12.              |
| 86               | Reuben Thompson (NZL)     | 44.              |
| 87               | Bram Welten (NED)         | 117.             |

| Ineos Grenadiers IGD | Ineos Grenadiers IGD       | Ineos Grenadiers IGD |
| -------------------- | -------------------------- | -------------------- |
| Num                  | Ciclista                   | Pos                  |
| 91                   | Elia Viviani (ITA)         | 123.                 |
| 92                   | Kim Heiduk (GER)           | 74.                  |
| 93                   | Luke Plapp (AUS) (estrada) | 2.                   |
| 94                   | Ben Swift (GBR)            | 48.                  |
| 95                   | Joshua Tarling (GBR)       | 49.                  |
| 96                   | Ben Tulett (GBR)           | 51.                  |
| 97                   | Cameron Wurf (AUS)         | 133.                 |

| Intermarché-Circus-Wanty ICW | Intermarché-Circus-Wanty ICW | Intermarché-Circus-Wanty ICW |
| ---------------------------- | ---------------------------- | ---------------------------- |
| Num                          | Ciclista                     | Pos                          |
| 101                          | Louis Meintjes (RSA)         | 25.                          |
| 102                          | Julius Johansen (DEN)        | 58.                          |
| 103                          | Tom Paquot (BEL)             | 73.                          |
| 104                          | Simone Petilli (ITA)         | 47.                          |
| 105                          | Rein Taaramäe (EST) (CRI)    | 19.                          |
| 106                          | Gerben Thijssen (BEL)        | 106.                         |
| 107                          | Boy van Poppel (NED)         | 107.                         |

| Israel-Premier Tech IPT | Israel-Premier Tech IPT        | Israel-Premier Tech IPT |
| ----------------------- | ------------------------------ | ----------------------- |
| Num                     | Ciclista                       | Pos                     |
| 111                     | Jakob Fuglsang (DEN)           | NP-5                    |
| 112                     | Itamar Einhorn (ISR) (estrada) | 125.                    |
| 113                     | Derek Gee (CAN) (CRI)          | 43.                     |
| 114                     | Ben Hermans (BEL)              |                         |
| 115                     | Taj Jones (AUS)                | 108.                    |
| 116                     | Matthew Riccitello (USA)       | 17.                     |
| 117                     | Mads Würtz (DEN)               | 36.                     |

| Jumbo-Visma TJV | Jumbo-Visma TJV          | Jumbo-Visma TJV |
| --------------- | ------------------------ | --------------- |
| Num             | Ciclista                 | Pos             |
| 121             | Sepp Kuss (USA)          | 5.              |
| 122             | Thomas Gloag (GBR)       | 27.             |
| 123             | Michel Hessmann (GER)    | 42.             |
| 124             | Lennard Hofstede (NED)   | 94.             |
| 125             | Olav Kooij (NED)         | 119.            |
| 126             | Timo Roosen (NED)        | 59.             |
| 127             | Tosh Van der Sande (BEL) | 69.             |

| Lotto Dstny LTD | Lotto Dstny LTD           | Lotto Dstny LTD |
| --------------- | ------------------------- | --------------- |
| Num             | Ciclista                  | Pos             |
| 131             | Caleb Ewan (AUS)          | 93.             |
| 132             | Thomas De Gendt (BEL)     | 60.             |
| 133             | Jarrad Drizners (AUS)     | 88.             |
| 134             | Jacopo Guarnieri (ITA)    | 81.             |
| 135             | Michaek Schwarzmann (GER) | 109.            |
| 136             | Rüdiger Selig (GER)       | 97.             |
| 137             | Eduardo Sepúlveda (ARG)   | 29.             |

| Movistar Team MOV | Movistar Team MOV                  | Movistar Team MOV |
| ----------------- | ---------------------------------- | ----------------- |
| Num               | Ciclista                           | Pos               |
| 141               | Fernando Gaviria (COL)             | 121.              |
| 142               | Juri Hollmann (GER)                | 71.               |
| 143               | Johan Jacobs (SUI)                 | 124.              |
| 144               | Oier Lazkano (ESP)                 | 91.               |
| 145               | Óscar Rodríguez Garaicoechea (ESP) | 23.               |
| 146               | Einer Rubio (COL)                  | 13.               |
| 147               | Albert Torres (ESP)                | 53.               |

| Team DSM DSM | Team DSM DSM               | Team DSM DSM |
| ------------ | -------------------------- | ------------ |
| Num          | Ciclista                   | Pos          |
| 151          | Andreas Leknessund (NOR)   | 20.          |
| 152          | Tobias Lund Andresen (DEN) | NP-3         |
| 153          | Alexander Edmondson (AUS)  | 99.          |
| 154          | Frederik Rodenberg (DEN)   | NP-4         |
| 155          | Niklas Märkl (GER)         | 57.          |
| 156          | Harm Vanhoucke (BEL)       | 10.          |
| 157          | Sam Welsford (AUS)         | 115.         |

| Team Jayco AlUla JAY | Team Jayco AlUla JAY    | Team Jayco AlUla JAY |
| -------------------- | ----------------------- | -------------------- |
| Num                  | Ciclista                | Pos                  |
| 161                  | Dylan Groenewegen (NED) | 101.                 |
| 162                  | Michael Hepburn (AUS)   | 61.                  |
| 163                  | Jan Maas (NED)          | 62.                  |
| 164                  | Luka Mezgec (SLO)       | 95.                  |
| 165                  | Blake Quick (AUS)       | 114.                 |
| 166                  | Elmar Reinders (NED)    | 78.                  |
| 167                  | Callum Scotson (AUS)    | 15.                  |

| Trek-Segafredo TFS | Trek-Segafredo TFS            | Trek-Segafredo TFS |
| ------------------ | ----------------------------- | ------------------ |
| Num                | Ciclista                      | Pos                |
| 171                | Antonio Tiberi (ITA)          | 7.                 |
| 172                | Jon Aberasturi (ESP)          | 80.                |
| 173                | Marc Brustenga (ESP)          | 75.                |
| 174                | Amanuel Gebrezgabihier (ERI)  | 30.                |
| 175                | Asbjørn Hellemose (DEN)       | 32.                |
| 176                | Emīls Liepiņš (LAT) (estrada) | 92.                |
| 177                | Antwan Tolhoek (NED)          | NP-6               |

| Tudor Pro Cycling Team TUD | Tudor Pro Cycling Team TUD     | Tudor Pro Cycling Team TUD |
| -------------------------- | ------------------------------ | -------------------------- |
| Num                        | Ciclista                       | Pos                        |
| 181                        | Arvid de Kleijn (NED)          | 130.                       |
| 182                        | Sebastian Kolze Changizi (DEN) | 132.                       |
| 183                        | Miká Heming (GER)              | 72.                        |
| 184                        | Arthur Kluckers (LUX)          | 54.                        |
| 185                        | Rick Pluimers (NED)            | 76.                        |
| 186                        | Yannis Voisard (SUI)           | 21.                        |
| 187                        | Maikel Zijlaard (NED)          | 127.                       |

| UAE Team Emirates UAD | UAE Team Emirates UAD       | UAE Team Emirates UAD |
| --------------------- | --------------------------- | --------------------- |
| Num                   | Ciclista                    | Pos                   |
| 191                   | Adam Yates (GBR)            | 3.                    |
| 192                   | Mikkel Bjerg (DEN)          | 35.                   |
| 193                   | Vegard Stake Laengen (NOR)  | 56.                   |
| 194                   | Brandon McNulty (USA)       | 14.                   |
| 195                   | Juan Sebastián Molano (COL) | 129.                  |
| 196                   | Marc Soler (ESP)            | 38.                   |
| 197                   | Jay Vine (AUS) (CRI)        | NP-3                  |

| Soudal Quick-Step SOQ | Soudal Quick-Step SOQ                 | Soudal Quick-Step SOQ |
| --------------------- | ------------------------------------- | --------------------- |
| Num                   | Ciclista                              | Pos                   |
| 1                     | Remco Evenepoel (BEL) (estrada e CRI) | 1.                    |
| 2                     | Josef Černý (CZE)                     | 120.                  |
| 3                     | Tim Merlier (BEL) (estrada)           | 96.                   |
| 4                     | Mauro Schmid (SUI)                    | 31.                   |
| 5                     | Pieter Serry (BEL)                    | 65.                   |
| 6                     | Bert Van Lerberghe (BEL)              | 122.                  |
| 7                     | Louis Vervaeke (BEL)                  | 67.                   |

| AG2R Citroën Team ACT | AG2R Citroën Team ACT        | AG2R Citroën Team ACT |
| --------------------- | ---------------------------- | --------------------- |
| Num                   | Ciclista                     | Pos                   |
| 11                    | Geoffrey Bouchard (FRA)      | 24.                   |
| 12                    | Alex Baudin (FRA)            | 34.                   |
| 13                    | Clément Berthet (FRA)        | 16.                   |
| 14                    | Jaakko Hänninen (FIN)        | 46.                   |
| 15                    | Paul Lapeira (FRA)           |                       |
| 16                    | Valentin Paret-Peintre (FRA) | 18.                   |
| 17                    | Larry Warbasse (USA)         | 37.                   |

| Alpecin-Deceuninck ADC | Alpecin-Deceuninck ADC      | Alpecin-Deceuninck ADC |
| ---------------------- | --------------------------- | ---------------------- |
| Num                    | Ciclista                    | Pos                    |
| 21                     | Ramon Sinkeldam (NED)       | 82.                    |
| 22                     | Maurice Ballerstedt (GER)   | 98.                    |
| 23                     | Senne Leysen (BEL)          | 83.                    |
| 24                     | Jason Osborne (GER)         | 26.                    |
| 25                     | Edward Planckaert (BEL)     | 131.                   |
| 26                     | Jensen Plowright (AUS)      | 116.                   |
| 27                     | Fabio Van den Bossche (BEL) | 105.                   |

| Astana Qazaqstan Team AST | Astana Qazaqstan Team AST      | Astana Qazaqstan Team AST |
| ------------------------- | ------------------------------ | ------------------------- |
| Num                       | Ciclista                       | Pos                       |
| 31                        | Mark Cavendish (GBR) (estrada) | 89.                       |
| 32                        | Cees Bol (NED)                 | 86.                       |
| 33                        | Dmitriy Gruzdev (KAZ)          | 126.                      |
| 34                        | Alexey Lutsenko (KAZ)          | 28.                       |
| 35                        | Davide Martinelli (ITA)        | 100.                      |
| 36                        | Javier Romo (ESP)              | 66.                       |
| 37                        | Harold Tejada (COL)            | 41.                       |

| Bahrain Victorious TBV | Bahrain Victorious TBV      | Bahrain Victorious TBV |
| ---------------------- | --------------------------- | ---------------------- |
| Num                    | Ciclista                    | Pos                    |
| 41                     | Pello Bilbao (ESP)          | 4.                     |
| 42                     | Nikias Arndt (GER)          | 55.                    |
| 43                     | Matevž Govekar (SLO)        | 104.                   |
| 44                     | Fran Miholjević (CRO) (CRI) | 87.                    |
| 45                     | Wout Poels (NED)            | 6.                     |
| 46                     | Johan Price-Pejtersen (DEN) | 118.                   |
| 47                     | Phil Bauhaus (GER)          | 103.                   |

| Bora-Hansgrohe BOH | Bora-Hansgrohe BOH     | Bora-Hansgrohe BOH |
| ------------------ | ---------------------- | ------------------ |
| Num                | Ciclista               | Pos                |
| 51                 | Sam Bennett (IRL)      | 113.               |
| 52                 | Shane Archbold (NZL)   | 102.               |
| 53                 | Emanuel Buchmann (GER) | 9.                 |
| 54                 | Patrick Gamper (AUT)   | 64.                |
| 55                 | Ryan Mullen (IRL)      | 77.                |
| 56                 | Danny van Poppel (NED) | 79.                |
| 57                 | Ben Zwiehoff (GER)     | 8.                 |

| EF Education-EasyPost EFE | EF Education-EasyPost EFE | EF Education-EasyPost EFE |
| ------------------------- | ------------------------- | ------------------------- |
| Num                       | Ciclista                  | Pos                       |
| 61                        | Andrey Amador (CRC)       | 39.                       |
| 62                        | Diego Camargo (COL)       | 50.                       |
| 63                        | Simon Carr (GBR)          | 52.                       |
| 64                        | Stefan de Bod (RSA)       | 11.                       |
| 65                        | Georg Steinhauser (GER)   | 22.                       |
| 66                        | Marijn van den Berg (NED) | 63.                       |
| 67                        | Łukasz Wiśniowski (POL)   | 111.                      |

| Green Project-Bardiani CSF-Faizanè BCF | Green Project-Bardiani CSF-Faizanè BCF | Green Project-Bardiani CSF-Faizanè BCF |
| -------------------------------------- | -------------------------------------- | -------------------------------------- |
| Num                                    | Ciclista                               | Pos                                    |
| 71                                     | Luca Colnaghi (ITA)                    | 112.                                   |
| 72                                     | Luca Covili (ITA)                      | 33.                                    |
| 73                                     | Riccardo Lucca (ITA)                   | 110.                                   |
| 74                                     | Filippo Magli (ITA)                    | 90.                                    |
| 75                                     | Alessandro Tonelli (ITA)               | 45.                                    |
| 76                                     | Enrico Zanoncello (ITA)                | 128.                                   |
| 77                                     | Samuele Zoccarato (ITA)                | 40.                                    |

| Groupama-FDJ GFC | Groupama-FDJ GFC          | Groupama-FDJ GFC |
| ---------------- | ------------------------- | ---------------- |
| Num              | Ciclista                  | Pos              |
| 81               | Arnaud Démare (FRA)       | 85.              |
| 82               | Clément Davy (FRA)        | 70.              |
| 83               | Ignatas Konovalovas (LTU) | 68.              |
| 84               | Laurence Pithie (NZL)     | 84.              |
| 85               | Michael Storer (AUS)      | 12.              |
| 86               | Reuben Thompson (NZL)     | 44.              |
| 87               | Bram Welten (NED)         | 117.             |

| Ineos Grenadiers IGD | Ineos Grenadiers IGD       | Ineos Grenadiers IGD |
| -------------------- | -------------------------- | -------------------- |
| Num                  | Ciclista                   | Pos                  |
| 91                   | Elia Viviani (ITA)         | 123.                 |
| 92                   | Kim Heiduk (GER)           | 74.                  |
| 93                   | Luke Plapp (AUS) (estrada) | 2.                   |
| 94                   | Ben Swift (GBR)            | 48.                  |
| 95                   | Joshua Tarling (GBR)       | 49.                  |
| 96                   | Ben Tulett (GBR)           | 51.                  |
| 97                   | Cameron Wurf (AUS)         | 133.                 |

| Intermarché-Circus-Wanty ICW | Intermarché-Circus-Wanty ICW | Intermarché-Circus-Wanty ICW |
| ---------------------------- | ---------------------------- | ---------------------------- |
| Num                          | Ciclista                     | Pos                          |
| 101                          | Louis Meintjes (RSA)         | 25.                          |
| 102                          | Julius Johansen (DEN)        | 58.                          |
| 103                          | Tom Paquot (BEL)             | 73.                          |
| 104                          | Simone Petilli (ITA)         | 47.                          |
| 105                          | Rein Taaramäe (EST) (CRI)    | 19.                          |
| 106                          | Gerben Thijssen (BEL)        | 106.                         |
| 107                          | Boy van Poppel (NED)         | 107.                         |

| Israel-Premier Tech IPT | Israel-Premier Tech IPT        | Israel-Premier Tech IPT |
| ----------------------- | ------------------------------ | ----------------------- |
| Num                     | Ciclista                       | Pos                     |
| 111                     | Jakob Fuglsang (DEN)           | NP-5                    |
| 112                     | Itamar Einhorn (ISR) (estrada) | 125.                    |
| 113                     | Derek Gee (CAN) (CRI)          | 43.                     |
| 114                     | Ben Hermans (BEL)              |                         |
| 115                     | Taj Jones (AUS)                | 108.                    |
| 116                     | Matthew Riccitello (USA)       | 17.                     |
| 117                     | Mads Würtz (DEN)               | 36.                     |

| Jumbo-Visma TJV | Jumbo-Visma TJV          | Jumbo-Visma TJV |
| --------------- | ------------------------ | --------------- |
| Num             | Ciclista                 | Pos             |
| 121             | Sepp Kuss (USA)          | 5.              |
| 122             | Thomas Gloag (GBR)       | 27.             |
| 123             | Michel Hessmann (GER)    | 42.             |
| 124             | Lennard Hofstede (NED)   | 94.             |
| 125             | Olav Kooij (NED)         | 119.            |
| 126             | Timo Roosen (NED)        | 59.             |
| 127             | Tosh Van der Sande (BEL) | 69.             |

| Lotto Dstny LTD | Lotto Dstny LTD           | Lotto Dstny LTD |
| --------------- | ------------------------- | --------------- |
| Num             | Ciclista                  | Pos             |
| 131             | Caleb Ewan (AUS)          | 93.             |
| 132             | Thomas De Gendt (BEL)     | 60.             |
| 133             | Jarrad Drizners (AUS)     | 88.             |
| 134             | Jacopo Guarnieri (ITA)    | 81.             |
| 135             | Michaek Schwarzmann (GER) | 109.            |
| 136             | Rüdiger Selig (GER)       | 97.             |
| 137             | Eduardo Sepúlveda (ARG)   | 29.             |

| Movistar Team MOV | Movistar Team MOV                  | Movistar Team MOV |
| ----------------- | ---------------------------------- | ----------------- |
| Num               | Ciclista                           | Pos               |
| 141               | Fernando Gaviria (COL)             | 121.              |
| 142               | Juri Hollmann (GER)                | 71.               |
| 143               | Johan Jacobs (SUI)                 | 124.              |
| 144               | Oier Lazkano (ESP)                 | 91.               |
| 145               | Óscar Rodríguez Garaicoechea (ESP) | 23.               |
| 146               | Einer Rubio (COL)                  | 13.               |
| 147               | Albert Torres (ESP)                | 53.               |

| Team DSM DSM | Team DSM DSM               | Team DSM DSM |
| ------------ | -------------------------- | ------------ |
| Num          | Ciclista                   | Pos          |
| 151          | Andreas Leknessund (NOR)   | 20.          |
| 152          | Tobias Lund Andresen (DEN) | NP-3         |
| 153          | Alexander Edmondson (AUS)  | 99.          |
| 154          | Frederik Rodenberg (DEN)   | NP-4         |
| 155          | Niklas Märkl (GER)         | 57.          |
| 156          | Harm Vanhoucke (BEL)       | 10.          |
| 157          | Sam Welsford (AUS)         | 115.         |

| Team Jayco AlUla JAY | Team Jayco AlUla JAY    | Team Jayco AlUla JAY |
| -------------------- | ----------------------- | -------------------- |
| Num                  | Ciclista                | Pos                  |
| 161                  | Dylan Groenewegen (NED) | 101.                 |
| 162                  | Michael Hepburn (AUS)   | 61.                  |
| 163                  | Jan Maas (NED)          | 62.                  |
| 164                  | Luka Mezgec (SLO)       | 95.                  |
| 165                  | Blake Quick (AUS)       | 114.                 |
| 166                  | Elmar Reinders (NED)    | 78.                  |
| 167                  | Callum Scotson (AUS)    | 15.                  |

| Trek-Segafredo TFS | Trek-Segafredo TFS            | Trek-Segafredo TFS |
| ------------------ | ----------------------------- | ------------------ |
| Num                | Ciclista                      | Pos                |
| 171                | Antonio Tiberi (ITA)          | 7.                 |
| 172                | Jon Aberasturi (ESP)          | 80.                |
| 173                | Marc Brustenga (ESP)          | 75.                |
| 174                | Amanuel Gebrezgabihier (ERI)  | 30.                |
| 175                | Asbjørn Hellemose (DEN)       | 32.                |
| 176                | Emīls Liepiņš (LAT) (estrada) | 92.                |
| 177                | Antwan Tolhoek (NED)          | NP-6               |

| Tudor Pro Cycling Team TUD | Tudor Pro Cycling Team TUD     | Tudor Pro Cycling Team TUD |
| -------------------------- | ------------------------------ | -------------------------- |
| Num                        | Ciclista                       | Pos                        |
| 181                        | Arvid de Kleijn (NED)          | 130.                       |
| 182                        | Sebastian Kolze Changizi (DEN) | 132.                       |
| 183                        | Miká Heming (GER)              | 72.                        |
| 184                        | Arthur Kluckers (LUX)          | 54.                        |
| 185                        | Rick Pluimers (NED)            | 76.                        |
| 186                        | Yannis Voisard (SUI)           | 21.                        |
| 187                        | Maikel Zijlaard (NED)          | 127.                       |

| UAE Team Emirates UAD | UAE Team Emirates UAD       | UAE Team Emirates UAD |
| --------------------- | --------------------------- | --------------------- |
| Num                   | Ciclista                    | Pos                   |
| 191                   | Adam Yates (GBR)            | 3.                    |
| 192                   | Mikkel Bjerg (DEN)          | 35.                   |
| 193                   | Vegard Stake Laengen (NOR)  | 56.                   |
| 194                   | Brandon McNulty (USA)       | 14.                   |
| 195                   | Juan Sebastián Molano (COL) | 129.                  |
| 196                   | Marc Soler (ESP)            | 38.                   |
| 197                   | Jay Vine (AUS) (CRI)        | NP-3                  |

Convenções:
- AB-N: Abandono na etapa "N"
- FLT-N: Retiro por chegada fora do limite de tempo na etapa "N"
- NTS-N: Não tomou a saída para a etapa "N"
- DES-N: Desclassificado ou expulsado na etapa "N"

## UCI World Ranking
O UAE Tour outorgou pontos para o UCI World Ranking para corredores das equipas nas categorias UCI WorldTeam, UCI ProTeam e Continental. As seguintes tabelas são o barómetro de pontuação e os dez corredores que obtiveram mais pontos:
| Posição             | 1.º | 2.º | 3.º | 4.º | 5.º | 6.º | 7.º | 8.º | 9.º | 10.º | 11.º | 12.º | 13.º | 14.º | 15.º-20.º | 21.º-30.º | 31.º-50.º | 51.º-55.º | 56.º-60.º |
| Classificação geral | 300 | 250 | 215 | 175 | 120 | 115 | 95  | 75  | 60  | 50   | 40   | 35   | 30   | 25   | 20        | 12        | 5         | 2         | 1         |
| Por etapa           | 40  | 25  | 20  | 15  | 10  | 8   | 6   | 3   | 2   | 1    |      |      |      |      |           |           |           |           |           |
| Líder               | 6   |     |     |     |     |     |     |     |     |      |      |      |      |      |           |           |           |           |           |

| Classificação |                   |                    |       |       |       |        |
| Posição       | Ciclista          | Equipa             | Geral | Etapa | Líder | Total  |
| ------------- | ----------------- | ------------------ | ----- | ----- | ----- | ------ |
| 1.º           | Remco Evenepoel   | Soudal Quick-Step  | 300   | 58,71 | 24    | 382,71 |
| 2.º           | Lucas Plapp       | Ineos Grenadiers   | 250   | 26,86 | 6     | 282,86 |
| 3.º           | Adam Yates        | UAE Emirates       | 215   | 60,43 | -     | 275,43 |
| 4.º           | Pello Bilbao      | Bahrain Victorious | 175   | 15,14 | -     | 190,14 |
| 5.º           | Sepp Kuss         | Jumbo-Visma        | 120   | 15    | -     | 135    |
| 6.º           | Wout Poels        | Bahrain Victorious | 115   | 8,14  | -     | 123,14 |
| 7.º           | Tim Merlier       | Soudal Quick-Step  | -     | 97,71 | 6     | 103,71 |
| 8.º           | Antonio Tiberi    | Trek-Segafredo     | 95    | 3,14  | -     | 98,14  |
| 9.º           | Ben Zwiehoff      | Bora-Hansgrohe     | 75    | 4,86  | -     | 79,86  |
| 10.º          | Dylan Groenewegen | Jayco AlUla        | -     | 71,43 | -     | 71,43  |